# Tuzex

Logo

Tuzex war eine 1957 gegründete Handelskette in der ehemaligen Tschechoslowakei, deren Waren nur mit konvertierbaren Währungen, jedoch nicht mit Kronen bezahlt werden konnten.
Der Name leitet sich von tuzemský export (deutsch etwa „Inlandsexport“) ab.

## Gründung
Die Gründung des Unternehmens erfolgte am 1. Juli 1957. Das erste Tuzex-Geschäft befand sich in Prag in einer Seitenstraße unmittelbar am Wenzelsplatz. Vier Jahre später existierten in der Tschechoslowakei bereits 14 Geschäfte. Gegen Ende der 1980er Jahre gab es in jeder größeren tschechoslowakischen Stadt einen Tuzex-Laden. Bezahlt wurde in diesen Geschäften mit Tuzex-Schecks, auch Tuzex-Coupons beziehungsweise -Bons genannt, die bei der Živnostenská banka gegen Einzahlung von Hartwährungen erhältlich waren. Die Gültigkeit der Schecks war befristet. Der Živnostenská banka oblag das gesamte Inkassogeschäft sowie die Abwicklung sämtlicher Zahlungsvorgänge.

## Angebot

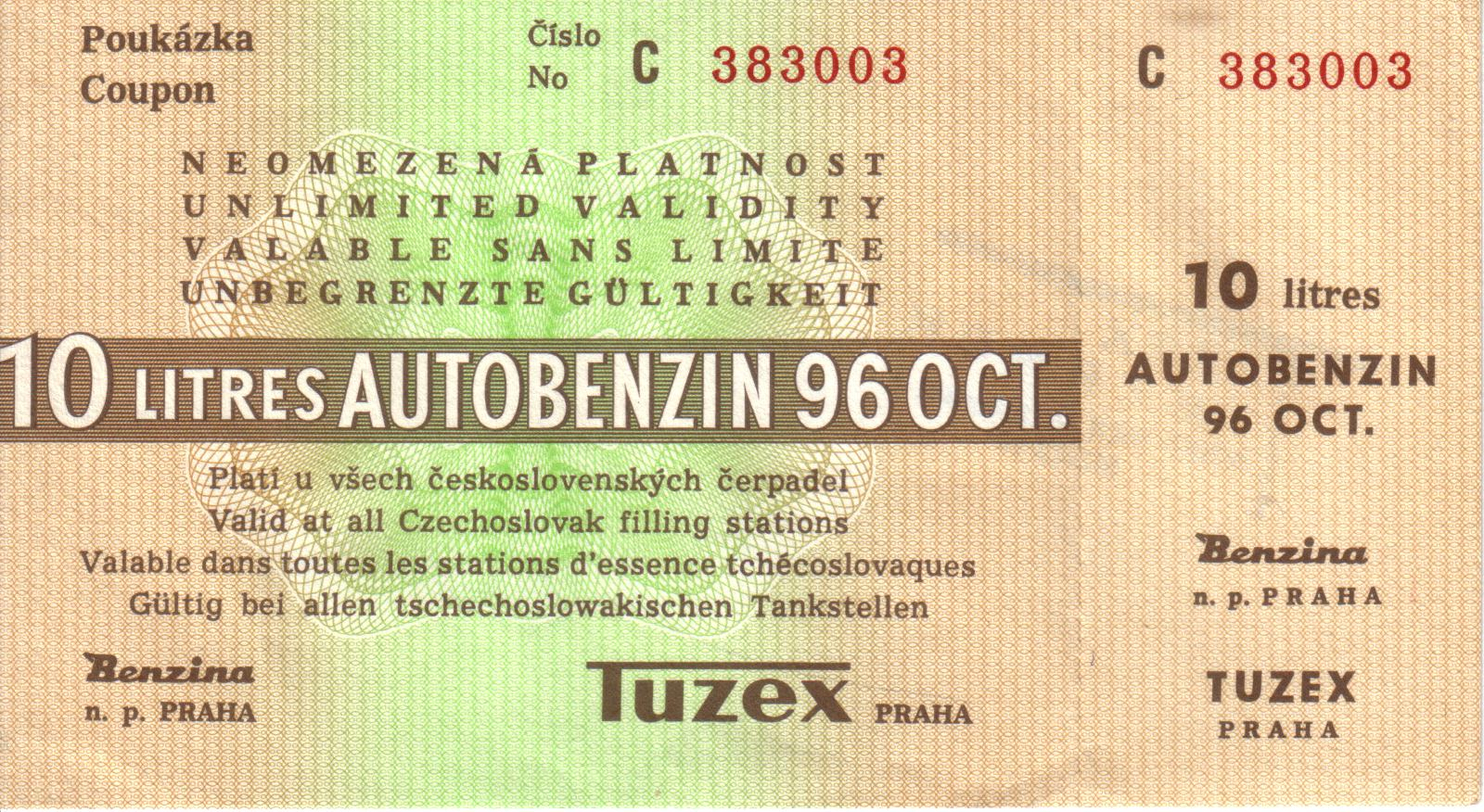
Gutschein über 10 Liter Benzin, ausgestellt von Tuzex.

In den Tuzex-Läden konnte man exklusive Westprodukte wie Lebensmittel und Getränke, Kosmetik und Parfums, Kleidung (wie Jeans) und Schuhe, Zigaretten u. a. kaufen, außerdem auch Elektronik und Gebrauchsgegenstände für längerfristigen Verbrauch wie Waschmaschinen, Kühlschränke usw., außerdem auch Automobile damals bekannter Marken wie Ford, Citroën, Saab, Austin, Volvo, Fiat, Chrysler, Peugeot oder Renault u. a. Diese Produkte konnten auf dem regulären Markt in der Regel nicht gekauft werden. Bürger der Tschechoslowakei konnten gegen westliche Währungen die „Tuzex-Coupons“ erwerben und damit in den Tuzex-Läden einkaufen. Der schwarze Handel mit diesen Coupons war sehr verbreitet.
Ab den 1960er Jahren waren nach Belieben für jedermann auch Benzingutscheine bei Tuzex erhältlich und entsprechend einlösbar. Für Personen, die mit dem Auto in den Jahren 1990–1992 in die postkommunistische Tschechoslowakei fuhren, gab es an der Grenze sogenannte Talon Bons zu kaufen. Treibstoff war zu den ersten Jahren nach der Samtenen Revolution bei den Tankstellen für Ausländer nur gegen diese Gutscheine erhältlich.
Lange Zeit waren in der Tschechoslowakei Jeans nur im Tuzex-Laden erhältlich. Am Anfang handelte es sich um Jeans der italienischen Marke Rifle, später waren auch US-amerikanische Marken wie Levi’s oder der deutschen Mustang Jeans erhältlich. Die Importjeans kosteten im Tuzex oft einen halben Monatslohn und waren bei Jugendlichen und jungen Erwachsenen ein beliebtes Statussymbol, was aber auch auf alle anderen kapitalistischen Westprodukte (bspw. Nivea-Creme, Casio-Digitalarmbanduhr) zutraf.
Auch in den Nachfolgestaaten der Tschechoslowakei ist der Gattungsname rifle nach wie vor sehr gebräuchlich. Die staatseigene Produktion von Jeans in der Tschechoslowakei lief schleppend an – Schnitt und Stoff, der eher an eine dickere Baumwollsporthose erinnerte, entsprach kaum den Wünschen der Konsumenten. Alternativ wurden Jeans bei Auslandsreisen in Polen und Ungarn aus dortiger Produktion in Form von Sammeleinkäufen für den persönlichen Umkreis erworben, weiterverkauft oder verschenkt.

## Ähnliche Geschäfte
- Intershop – DDR
- Baltona – VR Polen
- Berjoska – UdSSR
- Corecom – VR Bulgarien
- Freundschaftsladen – VR China
- Genex (Versandhandel) – DDR
- Pewex – VR Polen